# Países que não possuem letra oficial em seus hinos nacionais
Um hino nacional geralmente é uma composição musical patriótica que rememora e exalta a história, as tradições e as lutas de seu povo reconhecidas pelo governo de um país como a canção nacional oficial símbolo do Estado, ou por convenção, através do uso pelo povo. A maioria dos hinos nacionais possuem o estilo musical de marchas ou música orquestrada. Atualmente, há quatro países que não possuem uma letra oficial ao seu hino nacional: a Espanha (La Marcha Real), a Bósnia e Herzegovina (Intermezzo), San Marino (Inno Nazionale della Repubblica) e Kosovo (Evropa).

## La Marcha Real
Hoje em dia o hino nacional da Espanha não possui letra, embora já tenham sido propostas inúmeras "letras", inclusive algumas com certa aceitação. A última proposta de letra oficial foi escrita em 1928, porém, por ter sido erroneamente confundida com o regime franquista (cujo nome foi mudado para ¡Viva España!), foi abandonada no final do governo de Francisco Franco. Em 2007, o Comitê Olímpico Espanhol promoveu um concurso para escrever uma letra não oficial para o hino, ganho por Paulino Cubero. No entanto, a proposta não foi bem recebida pela população e pelos políticos locais.

## Intermezzo
O hino nacional bósnio foi adotado a 25 de junho de 1999, substituindo o antigo hino de Jedna si Jedina, acusado de excluir as comunidades sérvias e croatas. Há uma proposta de letra escrita por Dušan Šestić, o compositor da música, e Benjamin Isović. Porém, a letra não foi oficializada. 

## Inno Nazionale della Repubblica
San Marino tinha um hino com letra oficial até 1894, intitulado "Giubilanti d'amore fraterno". Por lei, não há uma letra oficial para o hino atual. O poeta italiano Giosuè Carducci, no entanto, escreveu uma letra não oficial "Inno Nazionale" durante o século XIX. Na mesma época, o músico italiano Federico Consolo compôs a música para este hino.

## Evropa
O hino, cujo autor é o compositor albanês Mehdi Mendiqi, foi aprovado numa cerimônia no Parlamento do Kosovo depois de ganhar um concurso para a escolha do hino, em que foi estabelecido que a canção não poderia fazer referência a nenhum dos grupos étnicos do Kosovo. O mesmo também não possui uma letra oficial..